# Leonard Carpenter
Leonard Griswold Carpenter (født 28. juli 1902 i Minneapolis, død 15. maj 1994 smst.) var en amerikansk roer og olympisk guldvinder.

## Rokarriere
Carpenter roede for Bulldogs på Yale University i fire år, mens han læste på universitetet. Otteren fra Yale Bulldogs repræsenterede USA ved OL 1924 i Paris med en besætning bestående af Carpenter, James "Babe" Rockefeller, Howard Kingsbury, Al Lindley, John Miller, Fred Sheffield, Benjamin Spock, Al Wilson og styrmand Laurence "Chick" Stoddard. Der deltog i alt ti både i konkurrencen, hvor amerikanerne sikkert vandt deres heat. I finalen var de ligeledes overlegne og vandt med mere end femten sekunder foran Canada på andenpladsen, mens Italien blev nummer tre.

## Videre karriere
Carpenter havde netop taget sin eksamen, da han deltog i OL. Derefter gik han ind i tømmerbranchen og blev med tiden præsident i et stort firma i denne branche i hjemstaten, Minnesota.

## OL-medaljer
- 1924:  Guld i otter